# Integration af indvandrere
Integration af indvandrere er den proces, hvor indvandrere og, hvis relevant, deres efterkommere bliver integreret i det samfund, de flytter til. Centrale områder for integrationen er især sprog, uddannelse, arbejdsmarked, samfundsdeltagelse, værdier og identifikation med værtslandet. Integrationen gælder både de enkelte indvandreres anliggender i deres hverdag og sociokulturelle fænomener i værtslandet som helhed. Ligeledes kan en gradvis ligestilling med andre indbyggere med hensyn til rettigheder, forpligtelser og muligheder sammenfattes herunder.
I Danmark er der især fokus på integrationen af indvandrere og efterkommere fra ikkevestlige lande, der udgør ca. 8½ % af befolkningen. De har i gennemsnit lavere beskæftigelse og uddannelsesniveau samt et højere kriminalitetsniveau end personer med dansk oprindelse, ligesom der også er forskelle i andre socioøkonomiske forhold. Der er dog en tendens til, at forskellene er blevet mindre med årene, ligesom efterkommerne ligner gruppen med dansk oprindelse mere, end forældregenerationen gør.

## Assimilering, segregering og gensidig integration
Især siden starten af 1970'erne har diskussioner om integration i forbindelse med indvandring spillet en rolle i mange europæiske lande. Debatten omhandler, hvordan man kan bevare eller skabe sammenhængskraft i samfundene, samtidig med, at de er blevet mere etnisk og kulturelt blandede som følge af forøget indvandring. Det handler på den ene side om, hvordan nye borgere bliver en del af det eksisterende samfund og fællesskab i tilflytterlandet, og på den anden side om, hvad man i tilflytterlandet sætter som betingelser herfor. I denne forbindelse bruges integration som fællesbetegnelsen for en række forskellige former med tre hovedtyper: yderformerne assimilering og segregering (adskillelse) samt mellemformen gensidig integration. Ved assimilation forstås en proces, hvor de indvandrede mindretal forventes ensidigt at tilpasse sig normerne og livsførelsen hos flertalsbefolkningen og altså helt opgive deres oprindelige traditioner og kultur så hurtigt som muligt. Segregation er den modsatte yderlighed, hvor indvandrergrupperne enten tvungent eller frivilligt lever helt separeret fra flertalsbefolkningen. Imellem disse to modpoler befinder sig den gensidige integration, hvor flertalsbefolkningen og de indvandrede grupper gensidigt påvirker hinanden, uden at de sidstnævntes kultur helt forsvinder. En forudsætning for, at der kan finde en gensidig integration sted, er, at der er mange kontakter på forskellige planer og en gensidig politisk og social anerkendelse mellem de to sider.

## Definition
Der er ingen klar videnskabelig definition af begrebet integration. I forbindelse med indvandring forstås "integration" i almindelighed som social integration, der normalt består af flere dimensioner.
Ifølge den canadiske migrationsforsker John W. Berry er integration en akkulturationsstrategi, dvs. en implementeringsform for, hvordan mindretal (især indvandrere) forholder sig til flertalskulturen. Integration står i modsætning til de andre akkulturationsstrategier assimilering, segregering og marginalisering. Under integrationsprocessen opretholder en indvandrer karakteristika for sin oprindelseskultur og opretholder samtidig livlige udvekslingsrelationer med flertalskulturen.

## Danmark
I Danmark er integrationen af de danske indvandrere og deres efterkommere et ofte debatteret samfundsspørgsmål. Officielt støtter den danske integrationspolitik, at indvandrerne bliver selvhjulpne og kommer til at indgå i samfundslivet på linje med danske statsborgere, så indvandrerne kan deltage i uddannelse, arbejdsmarkedet, erhvervslivet, det politiske liv og i fritidsaktiviteter sammen med og på lige fod med den oprindelige befolkning, uden at den enkelte indvandrer mod sin vilje mister identitetsbærende træk fra den hidtidige kulturbaggrund. Derfor vil der naturligt være tale om en afvejning af flere modsatrettede hensyn. I praksis er der både blandt danske politikere og andre delte meninger om, hvor mange identitetsbærende træk fra deres oprindelige kulturbaggrund de etniske minoriteter skal kunne bevare, og hvilke træk fra den danske kultur de bør optage og i hvilket tempo. Nogle kritikere betegner Danmarks uformelle politik i forhold til etniske minoriteter som integrationisme, dvs. en blanding af gensidig integration og assimilation.

### Danske undersøgelser af integration
Integrationen vurderes ofte ud fra fem parametre: beskæftigelse, uddannelse, boligforhold, kriminalitet og kultur. I Danmark offentliggør Danmarks Statistik regelmæssigt data for de forskellige befolkningsgruppers sammensætning, beskæftigelse, uddannelsesniveau, kriminalitet mv., blandt andet via den årlige rapport "Indvandrere i Danmark 20xx". Også Udlændinge- og Integrationsministeriet udgiver en række statistikker om integrationsforhold, bl.a. det såkaldte nationale integrationsbarometer. Derudover offentliggør en række organisationer og tænketanke løbende forskellige opgørelser over integrationsforhold. Emnet har således siden omkring 2000 været et af hovedindsatsområderne for Rockwool Fondens Forskningsenhed. I 2020 blev den private tænketank Danmarks Videnscenter for Integration oprettet, som har som en af sine hovedopgaver at offentliggøre kvantitative undersøgelser (typisk baseret på registerdata) af integrationsspørgsmål.

### Generelt
Der er stor forskel på forholdene for indvandrere og efterkommere fra forskellige oprindelseslande. Traditionelt opererer man med grupperne indvandrere (og efterkommere) fra vestlige lande, der omfatter EU, Norge, Island, Schweiz, en række europæiske småstater og den angelsaksiske verden, og indvandrere og efterkommere fra ikkevestlige lande, der omfatter de øvrige ca. 190 lande i verden. Især er der i den danske debat fokus på personer med ikkevestlig herkomst. De udgør omkring 8½ pct. af den danske befolkning.
Statistisk har indvandrere og efterkommere i Danmark i gennemsnit lavere beskæftigelse og uddannelsesniveau samt et højere kriminalitetsniveau end personer med dansk oprindelse, ligesom der også er forskelle i en række andre socioøkonomiske forhold mellem befolkningsgrupperne. Det gælder især indvandrere og efterkommere fra ikkevestlige lande. På de fleste områder er forskellene dog blevet formindsket i løbet af de seneste årtier, og efterkommerne ligner gruppen med dansk oprindelse mere end deres indvandrerforældre gør, så forskellen indsnævres i den næste generation. Samtidig er forskellene drevet af en mindre gruppe personer. I 2021 viste en analyse fra Tænketanken Kraka således, at 80-90 % af efterkommerne fra lande med muslimsk befolkningsflertal og resten af danskerne var ens målt på forhold som indkomst, skattebetaling, karaktergennemsnit i folkeskolen og uger på overførselsindkomst. De gennemsnitlige forskelle på de to grupper skyldtes dermed kun de resterende 10-20 % af grupperne.

### Arbejdsmarked
Andelen af indvandrere, der er i beskæftigelse, er lavere end for personer med dansk oprindelse. Det gælder især for indvandrere med ikke-vestlig baggrund. Forskellen er dog indskrænket betydeligt i de sidste 30 år. Mens andelen af 16-64-årige af dansk oprindelse, der er beskæftiget, har ligget relativt stabilt omkring 80 % fra 1989 til 2019, er den steget fra ca. 45 til 64 % for ikke-vestlige indvandrere i samme periode. Forskellen er altså indskrænket fra 36 til 15 procentpoint i løbet af perioden. For 16-64-årige kvinder med dansk oprindelse er beskæftigelsesfrekvensen steget fra ca. 70 til ca. 75 % i samme periode. For de tilsvarende indvandrerkvinder fra ikkevestlige lande er beskæftigelsen steget fra godt 30 til 52 %, så forskellen i løbet af de 30 år er indskrænket fra 44 til 24 procentpoint.
På grund af den meget anderledes alderssammensætning blandt ikkevestlige efterkommere i Danmark, der er en meget ung aldersgruppe, beregner Danmarks Statistik ikke den samlede beskæftigelsesfrekvens for de 16-64-årige efterkommere. Derimod offentliggøres et såkaldt underbeskæftigelsesindeks, der angiver forskellen mellem personer af dansk oprindelse og de øvrige befolkningsgrupper, når man korrigerer for alderssammensætningen. I 2019 var underbeskæftigelsen opgjort på denne måde for ikkevestlige indvandrermænd og -kvinder henholdsvis 21 og 34 %, mens den for de tilsvarende efterkommere var betydeligt lavere, nemlig 14 og 11 %.

### Uddannelse
Uddannelse er en vigtig indikator for fremtidige indkomst- og beskæftigelsesmuligheder. For indvandrere er uddnnelsesstatistikken generelt mangelfuld, da uddannelser, der er gennemført i udlandet, ikke er dækket lige så grundigt i Danmarks Statistiks registre som uddannelser, der er gennemført i Danmark. Med dette forbehold var andelen af personer med en lang videregående uddannelse i 2019 lidt højere blandt 26-64-årige ikkevestlige indvandrermænd end blandt mænd med dansk oprindelse i samme aldersgruppe, nemlig 16 mod 13 %. For kvinderne i de to tilsvarende grupper var andelen ens, nemlig 14 %. Samtidig var andelen af personer, der alene havde en grundskoleuddannelse, dog langt højere hos indvandrere fra ikke-vestlige lande, nemlig 33 % for mænd og 30 % for kvinder. De tilsvarende tal for personer af dansk oprindelse var 19 og 15 %. Forskellene afspejlede ikke mindst, at andelen af ikkevestlige indvandrere med en erhvervsfaglig uddannelse var betydeligt lavere hos ikkevestlige indvandrere.
Når man sammenligner uddannelsesforhold for efterkommere med andre befolkningsgrupper, tager man ofte udgangspunkt i situationen for de 30-årige. På dette alderstrin har de fleste afsluttet deres uddannelse, og ved at fokusere på et enkelt alderstrin kan man tage højde for den meget forskelligartede alderssammensætning i de forskellige grupper. Blandt de 30-årige var der i 2019 relativt små forskelle på kvindelige ikkevestlige efterkommere og kvinder af dansk oprindelse. Således havde 20 % i førstnævnte og 24 % i sidstnævnte gruppe en lang videregående uddannelse. Omvendt havde 16 % af de ikkevestlige efterkommerkvinder kun en grundskoleuddannelse mod 11 % for kvinder af dansk oprindelse. Blandt mænd var forskellen større: 12 % af mandlige ikkevestlige efterkommere havde en lang videregående uddannelse 33 % kun en grundskoleuddannelse mod henholdsvis 18 og 16 % for 30-årige mænd med dansk oprindelse. Der er således en betydelig kønsforskel indenfor efterkommergruppen, hvor kvinderne generelt har et højere uddannelsesniveau end mændene. For både mænd og kvinder gælder det dog, at andelen af ikkevestlige efterkommere med en erhvervskompetencegivende uddannelse har halet kraftigt ind på grupperne med dansk oprindelse siden 2009.

### Kriminalitet
Såvel indvandrere som efterkommere fra ikkevestlige lande bliver dømt for kriminalitet i højere grad end personer med dansk herkomst. Det skyldes til dels, at indvandrer- og efterkommergrupperne i gennemsnit er yngre end gruppen med dansk herkomst, og for alle befolkningsgrupper er kriminaliteten højest for yngre aldersgrupper. For at tage højde herfor udarbejder Danmarks Statistik et kriminalitetsindeks, der korrigerer for aldersforskellene. Ifølge dette indeks var kriminaliteten målt på antal domme i 2019 51 pct. højere blandt mandlige indvandrere og 139 pct. højere
blandt mandlige efterkommere med ikke-vestlig baggrund end blandt hele den mandlige befolkning. Korrigerer man yderligere for forskelle i uddannelsesniveau, som også i alle herkomstgrupper hænger sammen med hyppigheden af kriminalitet, var kriminaliteten i de to ikkevestlige grupper henholdsvis 29 og 99 % højere end for gruppen med dansk herkomst. De fleste domme omhandlede overtrædelser af færdselsloven. På andenpladsen var overtrædelser af forskellige særlove, mens straffelovsovertrædelser udgjorde ca. 10-20 % af dommene.
Både for indvandrere og deres efterkommere og for gruppen med dansk oprindelse har kriminaliteten været faldende i de seneste årtier. For årgangen født i 1997 var antallet af domme pr. 1.000 personer for alle herkomstgrupper således betydelig lavere for 21-årige end det tilsvarende tal 10 år tidligere for årgangen født i 1987.

### Boligforhold
De danske indvandrere og efterkommere bor fortrinsvis i nærheden af større byer. I Region Hovedstaden udgjorde indvandrere og efterkommere i 2020 ca. 20 % af befolkningen mod ca. 14 % i hele landet. En betydeligt større andel af de ikkevestlige indvandrere og efterkommere bor i almene boliger og tilsvarende færre i enfamiliehuse sammenlignet med personer af dansk oprindelse, men forskellen et blevet mindre med tiden. I 2008 boede knap 60 % i almene boliger og 20 % i enfamiliehuse, mens de tilsvarende tal i 2018 var 50 og 25 %. For gruppen med dansk oprindelse var tallene 14 og 65 %.

### Integrationsbarometer
Det officielle danske integrationsbarometer måler årligt udviklingen i 21 indikatorer, der er samlet i 9 grupper: arbejde, uddannelse, danskkundskaber, medborgerskab, ligebehandling (diskrimination), selvbestemmelse, offentlig forsørgelse, udsatte boligområder og kriminalitet. For alle indikatorerne sammenlignes med udgangspunktet i et basisår, der normalt er 2012. For udsatte boligområder er basisåret dog 2018, hvor man ændrede opgørelsen heraf fundamentalt. I 2020 var integrationen forbedret på seks af områderne siden basisåret. Kun mht. erhvervelse af danskkundskaber var indikatoren negativ, mens de to sidste områder (medborgerskab og ligebehandling) viste ingen eller en blandet udvikling.